# مطعوم TURKO
مطعوم TURKOVAC  (المسمى مؤقتًا بمطعوم ERUCOV)، وهو لقاح مرشح ضد فيروس كوفيد 19 والذي طورته المعاهد الصحية في تركيا وجامعة إرجييس.